# Scotopteryx africana
Scotopteryx africana là một loài bướm đêm trong họ Geometridae.